# Шугарлоуф Тауншип (округ Лузерн, Пенсільванія)
Шугарлоуф Тауншип (англ. Sugarloaf Township) — селище (англ. township) в США, в окрузі Лузерн штату Пенсільванія. Населення — 3846 осіб (2020).

## Демографія
Згідно з переписом 2010 року, у селищі мешкало 4211 осіб у 1483 домогосподарствах у складі 1103 родин. Було 1559 помешкань
Расовий склад населення:
| - 95,1 % — білих - 1,7 % — чорних або афроамериканців - 1,5 % — азіатів |

До двох чи більше рас належало 0,9 %. Частка іспаномовних становила 2,8 % від усіх жителів.
За віковим діапазоном населення розподілялося таким чином: 17,9 % — особи молодші 18 років, 66,4 % — особи у віці 18—64 років, 15,7 % — особи у віці 65 років та старші. Медіана віку мешканця становила 42,3 року. На 100 осіб жіночої статі у селищі припадало 101,9 чоловіків;  на 100 жінок у віці від 18 років та старших — 100,1 чоловіків також старших 18 років.
Середній дохід на одне домашнє господарство  становив 86 857 доларів США (медіана — 64 577), а середній дохід на одну сім'ю — 101 413 долари (медіана — 83 625). Медіана доходів становила 52 417 доларів для чоловіків та 46 563 долари для жінок. За межею бідності перебувало 2,1 % осіб, у тому числі 0,8 % дітей у віці до 18 років та 3,7 % осіб у віці 65 років та старших.
Цивільне працевлаштоване населення становило 2109 осіб. Основні галузі зайнятості: освіта, охорона здоров'я та соціальна допомога — 25,1 %, виробництво — 14,0 %, роздрібна торгівля — 11,0 %, мистецтво, розваги та відпочинок — 9,0 %.